# Marcin Karbowy
Marcin Karbowy, né le 5 août 1995, à Poznań, est un coureur cycliste polonais.

## Biographie
En 2015, Marcin Karbowy participe à quelques courses amateurs en France avec l'ES Torigni, club de division nationale 3. Il s'engage ensuite avec l'équipe espagnole Telco'm-Gimex pour la saison 2016.
En octobre 2017, il est sacré champion de Pologne de poursuite par équipes, sous les couleurs du KK Tarnovia Tarnowo Podgórne. Quelques mois plus tard, il fait son retour en France en intégrant le Guidon chalettois. 

## Palmarès sur route
- 2012
  - 1rea étape de la Coupe du Président de la Ville de Grudziądz (contre-la-montre par équipes)

## Palmarès sur piste

### Championnats de Pologne
- 2017
  -  Champion de Pologne de poursuite par équipes (avec Tobiasz Pawlak, Mikolaj Sójka et Adrian Mrówka)